# 渡辺護 (音楽学者)
渡辺 護（わたなべ まもる、1915年10月9日 - 2007年7月30日）は、日本の音楽学者、音楽評論家。東京大学名誉教授。

## 経歴
1915年、東京生まれ。1938年東京帝国大学美学科を卒業。1939年にドイツに渡り、ウィーン大学で学び1942年に卒業。ブルガリアのソフィア大学講師に就いた。1944年、第二次世界大戦の戦火を避けてスイスに滞在し、1946年に米国をへて帰国した。
帰国後、武蔵野音楽大学教授に就いた。1965年、東京大学文学部美学美術史学科助教授となり、1969年に教授昇格。1976年に東京大学を定年退官し、名誉教授となった。その後は、在西ドイツ日本大使館公使、ケルン日本文化会館長を務めた。1982年、帰国して大阪音楽大学教授。1994年、退職し英国に移住。
1956年、『現代演奏家事典』で毎日出版文化賞受賞。1978年、オーストリアザルツブルク州大十字勲章、1983年、ドイツ国功労十字勲章受章、1989年、『ウィーン音楽文化史』で京都音楽賞受賞。1990年代にはヨーロッパ各地の音楽祭をレポートしていた。
また、1970年代を中心に、レコードの解説(ライナーノーツ)を多く手掛けた。

## 家族・親族
- 夫人：イルゼはルーマニア系ドイツ人。
- 長男：渡辺俊夫（1945-）は、美術史学者。ロンドン・チェルシー大学教授。妻ヘレン・ワタナベ＝オケリー（英語版）は、オックスフォード大学エクセターカレッジ学長。専門は、独文及び、ヨーロッパ近代宮廷史。
- 伯父：渡邊節は建築家。

## 著作
著書
- 『現代演奏家事典』全音楽譜出版社 1956
- 『歌劇入門』弘文堂(アテネ文庫)　1955
- 『モーツァルトの歌劇 解説と研究』音楽之友社 1956
- 『リヒャルト・ワーグナーの芸術』音楽之友社 1965
- 『音楽美の構造』音楽之友社 1969
- 『芸術学』東京大学出版会 1975
- 『リヒャルト・ワーグナー 激動の生涯』音楽之友社 1987
- 『ウィーン音楽文化史』音楽之友社 1989
- 『休止符のおしゃべり 音楽家笑話集』音楽之友社 1991
- 『ドイツ歌曲の歴史』音楽之友社 1997
- 『ハプスブルク家と音楽：王宮に響く楽の音』音楽之友社 1997

翻訳・共著
- 『一音楽家の思い出』チャイコフスキー 音楽之友社, 1952
- 『ピアノへの道』アンドル・フォルデス 音楽之友社, 1956
- 『ピアノ演奏法の芸術的完成』ヨーゼフ・ディッヒラー 尾高節子共訳 音楽之友社, 1957
- 『音楽美論』エドゥアルト・ハンスリック 岩波文庫, 1960
- 『わたしたちの音楽史』フリードリヒ・ヘルツフェルト 白水社, 1962
- 『モーツァルト演奏法と解釈』エヴァ+パウル・バドウーラ＝スコダ 音楽之友社, 1963
- 『交響曲の世界』ウルズラ・フォン・ラウフハウプト 鶴書房, 1973
- 『バイロイト音楽祭 ニーベルングの指環』S.Lauterwasser・吉田秀和共著 音楽之友社, 1984